# Baruna socialis
Baruna socialis is een krabbensoort uit de familie van de Camptandriidae. De wetenschappelijke naam van de soort is voor het eerst geldig gepubliceerd in 1904 door Stebbing.